# Амнион
Амнион је један од ембрионалних омотача код гмизаваца, птица и сисара. Ове групе кичмењака се по поседовању амниона називају амниоте.